# Лившиц, Александр Маркович
Алекса́ндр Ма́ркович Ли́вшиц 8(20) апрель (1902 год — 22 апрель 1967 года) — советский хозяйственный деятель, директор Горьковского автозавода (1942—1943 гг.). Лауреат Сталинской премии (1948).

## Биография
- март 1941—1942  гг. — главный инженер Горьковского автозавода,
- Октябрь 1942—май 1943гг. — директор Горьковского автозавода;

Под руководством Лившица предприятие перешло на выпуск военной техники. Завод выпускал не только знаменитую «полуторку», но и лёгкие танки. Началась разработка более мощного танка Т-70. ... Была усилена мощность двигателя, танк вооружался минометом и 40-миллиметровой пушкой. ...в короткий срок были сконструированы и изготовлены сварочные головки, внедрение которых позволило решить технологически сварку важных узлов и деталей. 25 раз немцы бомбили автозавод. Но рабочие, плохо одетые, плохо накормленные, за 100 дней восстановили гигантский завод.
- 1943 год — главный инженер Ульяновского автозавода;
- 1945 год — главный инженер Ярославского автозавода.
- 1948 год —  лауреат Сталинской премии за руководство работой по организации производства быстроходного автомобильного двигателя.
- 25 марта 1950 года — репрессирован (см. Аресты на Ярославском автомобильном заводе).
  - 6 сентября 1950 года — был приговорён к 7 годам лишения свободы ОС МГБ по обвинению по 58-10 ч.1, 58-11.
  - Заключение отбывал в лагере под Карагандой.
  - 20 августа 1954 года — дело прекращено, был освобождён.
  - 20 августа 1954 года — реабилитирован Прокуратурой ЯО за отсутствием состава преступления.
- В том же году поступил на работу на Ярославский моторный завод; работал:
  - помощником начальника цеха,
  - начальником дизельного цеха,
  - начальником управления капитального строительства.
- 1960 год — работал в институте «ГипроАвто» (Ярославский филиал) инженером проекта,
  - затем — начальником технологического отдела.

Скончался в апреле 1967 года в Ярославле.

## Награды
- Лауреат Сталинской премии (1948г.)
- Орден Ленина  (1941г.)
- орден Трудового Красного Знамени (1943г.) [3].